# Climacia insolita
Climacia insolita är en insektsart som beskrevs av Oliver S. Flint Jr. 1998. Climacia insolita ingår i släktet Climacia och familjen svampdjurssländor. Inga underarter finns listade i Catalogue of Life.